# Klinička ustanova
Klinička ustanova je vrsta zdravstvene ustanove. U njih spadaju klinika, klinička bolnica i klinički bolnički centar. U kliničkim ustanovama se također organizira nastava za studente visokih učilišta te preddiplomska, diplomska i poslijediplomska nastava. Ovlaštene su i obvezne organizirati i provoditi specijalističko usavršavanje i usavršavanje iz područja užih specijalnosti zdravstvenih radnika.